# Phragmipedium pearcei
Phragmipedium pearcei é uma espécie de orquídea terrestre, família Orchidaceae, que habita o Equador e Peru.